# Nati nel 1965/Aprile
| Questa pagina contiene informazioni ricavate automaticamente dalle voci biografiche con l'ausilio del template Bio e di un bot. L'aggiornamento è periodico e automatico e ricostruisce completamente la pagina. Se manca una persona in questa lista, sei pregato di non aggiungerla, ma accertati piuttosto che la sua voce biografica contenga il template Bio e che i dati anagrafici siano correttamente compilati. Se il template Bio manca, inseriscilo tu stesso o, in alternativa, metti l'avviso {{tmp\|Bio}} che ne segnala la mancanza. Se i dati riportati sono sbagliati, correggi direttamente la voce biografica; le modifiche saranno visibili in questa lista entro pochi giorni. Per chiarimenti vedi il progetto biografie. La lista contiene solo le 305 persone che sono citate nell'enciclopedia e per le quali è stato implementato correttamente il template Bio. Pagina aggiornata al 10 ago 2025. |

- 1º aprile - Jane Adams, attrice statunitense
- 1º aprile - Tomas Alfredson, regista svedese
- 1º aprile - Julia Campbell, ex calciatrice neozelandese
- 1º aprile - Graziella Leyla Ciagà, politica italiana
- 1º aprile - Bozidar Djelic, politico serbo
- 1º aprile - Elena Ghiaurov, attrice italiana
- 1º aprile - Mark Jackson, ex cestista e allenatore di pallacanestro statunitense
- 1º aprile - Robert Lorenz, produttore cinematografico e regista statunitense
- 1º aprile - Alfio Marchini, imprenditore, giocatore di polo e ex politico italiano
- 1º aprile - Brian Nielsen, ex pugile danese
- 1º aprile - Diosdado Palma, ex calciatore peruviano
- 1º aprile - Simona Ventura, conduttrice televisiva e showgirl italiana
- 1º aprile - Fuat Yıldız, ex lottatore tedesco
- 1º aprile - Rıfat Yıldız, ex lottatore tedesco
- 1º aprile - José Zúñiga, attore honduregno
- 2 aprile - Giovanni Cacioppo, comico, cabarettista e attore italiano
- 2 aprile - Ève Chiapello, sociologa e economista francese
- 2 aprile - Dong Liqiang, allenatore di calcio e ex calciatore cinese
- 2 aprile - Rodney King, statunitense († 2012)
- 2 aprile - Daniele Pasa, allenatore di calcio e ex calciatore italiano
- 2 aprile - Alberto Veronesi, direttore d'orchestra italiano
- 2 aprile - Octavio Vidales, ex calciatore peruviano
- 3 aprile - Rachid El Ouali, regista e attore marocchino
- 3 aprile - Julie Anne Haddock, attrice statunitense
- 3 aprile - Nazia Hassan, cantante pakistana († 2000)
- 3 aprile - Katsumi Ōenoki, ex calciatore giapponese
- 3 aprile - Sandro Salvucci, arcivescovo cattolico italiano
- 3 aprile - Jan Vapaavuori, politico finlandese
- 4 aprile - Vinny Burns, chitarrista inglese
- 4 aprile - Tony Burse, ex giocatore di football americano e dirigente sportivo statunitense
- 4 aprile - Samuele Donatoni, poliziotto italiano († 1997)
- 4 aprile - Robert Downey Jr., attore e produttore televisivo statunitense
- 4 aprile - Sven Medvešek, attore e doppiatore croato
- 4 aprile - Darko Nestorović, allenatore di calcio e ex calciatore bosniaco
- 4 aprile - Maurizio Nuzzi, ex ciclista su strada italiano
- 4 aprile - Janusz Olech, ex schermidore polacco
- 4 aprile - Norma Torres, politica statunitense
- 4 aprile - Jessie Tuggle, allenatore di football americano statunitense
- 4 aprile - Alessandro Vespignani, fisico italiano
- 4 aprile - Elaine Zayak, ex pattinatrice artistica su ghiaccio statunitense
- 5 aprile - Kéthévane Davrichewy, scrittrice francese
- 5 aprile - Deborah Harkness, scrittrice e storica statunitense
- 5 aprile - Amy Holton, ex tennista statunitense
- 5 aprile - Clara Jiménez, ex cestista spagnola
- 5 aprile - Aykut Kocaman, allenatore di calcio e ex calciatore turco
- 5 aprile - Julião Kutonda, calciatore angolano († 2004)
- 5 aprile - Elizabeth McIntyre, ex sciatrice freestyle statunitense
- 5 aprile - Svjatlana Paramyhina, ex biatleta bielorussa
- 6 aprile - Frank Black, cantautore e chitarrista statunitense
- 6 aprile - Dave Cadigan, ex giocatore di football americano statunitense
- 6 aprile - Amedeo Carboni, dirigente sportivo e ex calciatore italiano
- 6 aprile - Henrik Gaddefors, ex cestista svedese
- 6 aprile - Juan Mayorga, drammaturgo e filosofo spagnolo
- 6 aprile - Marcello Pantone, ex velocista italiano
- 6 aprile - Brian Rahilly, ex cestista statunitense
- 6 aprile - Rica Reinisch, ex nuotatrice tedesca
- 6 aprile - Sterling Sharpe, ex giocatore di football americano statunitense
- 6 aprile - Giovanna Tortora, ex judoka italiana
- 6 aprile - Susan Werner, cantautrice statunitense
- 7 aprile - John de Bever, ex giocatore di calcio a 5 olandese
- 7 aprile - Steve Carr, regista e produttore cinematografico statunitense
- 7 aprile - Katsuya Eguchi, autore di videogiochi giapponese
- 7 aprile - Faso, bassista italiano
- 7 aprile - Ellie Harvie, attrice e sceneggiatrice canadese
- 7 aprile - Alison Lapper, artista inglese
- 7 aprile - Alexander Mronz, ex tennista tedesco
- 7 aprile - Savvas Pantelidīs, allenatore di calcio e ex calciatore greco
- 7 aprile - Paolo Panzeri, ultramaratoneta italiano
- 7 aprile - Matt Servitto, attore statunitense
- 7 aprile - Günther Steiner, manager e ingegnere italiano
- 7 aprile - Magomed Tažudinovič Gadžiev, politico russo
- 7 aprile - Nenad Vučinić, ex cestista e allenatore di pallacanestro jugoslavo
- 8 aprile - Michael Jones, ex rugbista a 15, allenatore di rugby a 15 e imprenditore neozelandese
- 8 aprile - Monica Leofreddi, conduttrice televisiva italiana
- 8 aprile - Danny Losito, cantante e disc jockey italiano
- 9 aprile - Paolo Canè, commentatore televisivo e ex tennista italiano
- 9 aprile - Colin Pascoe, allenatore di calcio e ex calciatore gallese
- 9 aprile - Mark Pellegrino, attore statunitense
- 9 aprile - Pavlína Pořízková, top model e attrice ceca
- 9 aprile - Paola Tovaglia, conduttrice televisiva, doppiatrice e cantante italiana († 1994)
- 9 aprile - Jeff Zucker, imprenditore statunitense
- 10 aprile - Tim Alexander, batterista statunitense
- 10 aprile - Karen Booker, ex cestista, allenatrice di pallacanestro e arbitro di pallacanestro statunitense
- 10 aprile - Rita Kőbán, ex canoista ungherese
- 10 aprile - Diébédo Francis Kéré, architetto burkinabé
- 10 aprile - Jörgen Lennartsson, allenatore di calcio e ex calciatore svedese
- 10 aprile - J. J. Liu, giocatrice di poker taiwanese
- 10 aprile - Jure Robič, mountain biker e ciclista su strada jugoslavo († 2010)
- 10 aprile - Omar Sosa, pianista cubano
- 10 aprile - Cyril Vasiľ, arcivescovo cattolico slovacco
- 11 aprile - Ina Beyermann, ex nuotatrice tedesca occidentale
- 11 aprile - Roberto Cecchetto, chitarrista italiano
- 11 aprile - Fabrizio Convalle, ex ciclista su strada italiano
- 11 aprile - Tom Hunting, batterista statunitense
- 11 aprile - Massimo Mazzetto, cestista italiano († 1986)
- 11 aprile - Tat'jana Napalkova, ex schermitrice sovietica
- 11 aprile - João Carlos Pereira, allenatore di calcio e ex calciatore portoghese
- 11 aprile - Chris Pridham, ex tennista canadese
- 11 aprile - Sergio Romano, attore italiano
- 11 aprile - Simone Thomalla, attrice tedesca
- 11 aprile - Alessandro Zisa, giocatore di curling italiano
- 12 aprile - Neil Aspin, allenatore di calcio e ex calciatore inglese
- 12 aprile - Stephan Baeck, ex cestista, allenatore di pallacanestro e dirigente sportivo tedesco
- 12 aprile - Kim Bodnia, attore danese
- 12 aprile - Luca Bracali, fotografo, regista e esploratore italiano
- 12 aprile - Konstantin Bronzit, animatore e regista russo
- 12 aprile - Verena Buratti, attrice italiana
- 12 aprile - Neil Cochran, ex nuotatore britannico
- 12 aprile - Fabrizio Di Stefano, politico italiano
- 12 aprile - Paul Dillett, culturista canadese
- 12 aprile - Missael Espinoza, ex calciatore messicano
- 12 aprile - Jonathan Fahn, doppiatore statunitense
- 12 aprile - Andrea Giorgis, politico italiano
- 12 aprile - Juan López Mella, pilota motociclistico spagnolo († 1995)
- 12 aprile - Brad Muster, ex giocatore di football americano statunitense
- 12 aprile - Vito Petrella, ex velocista italiano
- 12 aprile - Malo Vaga, allenatore di calcio samoano
- 13 aprile - Sara Alzetta, attrice italiana
- 13 aprile - Michal Bílek, allenatore di calcio e ex calciatore ceco
- 13 aprile - Nicolas Bourriaud, critico d'arte francese
- 13 aprile - Andy Edwards, ex calciatore gallese
- 13 aprile - Angela Featherstone, attrice canadese
- 13 aprile - Nina Gavryljuk, ex fondista russa
- 13 aprile - Josif Gjergji, calciatore albanese († 1996)
- 13 aprile - Elisabetta Gnone, giornalista e scrittrice italiana
- 13 aprile - Antoine Le Menestrel, arrampicatore e ballerino francese
- 13 aprile - Joseph M. Palmaccio, tecnico del suono statunitense († 2021)
- 13 aprile - Filippo Perini, designer italiano
- 13 aprile - Marco Rossi, psichiatra e sessuologo italiano
- 13 aprile - Viktor Tregubov, ex sollevatore sovietico
- 14 aprile - Alexandre Jardin, scrittore e regista francese
- 14 aprile - Catherine Dent, attrice statunitense
- 14 aprile - Tom Dey, regista e produttore cinematografico statunitense
- 14 aprile - Stan Humphries, ex giocatore di football americano statunitense
- 14 aprile - Andrea Mascaretti, politico italiano
- 14 aprile - Yukihiro Matsumoto, informatico giapponese
- 14 aprile - Alberto Molinari, attore e regista italiano
- 14 aprile - Francesco Sanna, avvocato e politico italiano
- 14 aprile - Khalid Shaykh Muhammad, terrorista pakistano
- 14 aprile - Pat Shurmur, allenatore di football americano statunitense
- 14 aprile - Kirk Windstein, cantante e chitarrista statunitense
- 15 aprile - Carlotta Brambilla Pisoni, attrice e conduttrice televisiva italiana
- 15 aprile - İbrahim Coşkun, attore turco
- 15 aprile - Salou Djibo, politico e generale nigerino
- 15 aprile - Ole Christian Eidhammer, ex saltatore con gli sci norvegese
- 15 aprile - Lilies Handayani, ex arciera indonesiana
- 15 aprile - Claudia Leistner, ex pattinatrice artistica su ghiaccio tedesca
- 15 aprile - Anthony Miller, ex giocatore di football americano statunitense
- 15 aprile - Vincenzo Nacci, allenatore di pallavolo e pallavolista italiano († 2024)
- 15 aprile - Lars Arvid Nilsen, ex pesista norvegese
- 15 aprile - Soichi Noguchi, ex astronauta giapponese
- 15 aprile - Linda Perry, cantautrice, produttrice discografica e musicista statunitense
- 15 aprile - William Russell, banchiere e filantropo britannico
- 15 aprile - Emanuele Zanini, allenatore di pallavolo italiano
- 16 aprile - Yves-François Blanchet, politico canadese
- 16 aprile - Jon Cryer, attore statunitense
- 16 aprile - Franco Dell'Osta, ex hockeista su ghiaccio e allenatore di hockey su ghiaccio italiano
- 16 aprile - Lorenzo Favella, sceneggiatore e scrittore italiano
- 16 aprile - Martin Lawrence, attore, regista e produttore televisivo statunitense
- 16 aprile - Sergio Mastroianni, ex cestista italiano
- 16 aprile - Manuel Enrique Mejuto González, ex arbitro di calcio spagnolo
- 16 aprile - Mojtaba Moharrami, ex calciatore iraniano
- 16 aprile - Vincenzo Venuto, biologo, divulgatore scientifico e autore televisivo italiano
- 16 aprile - Michael Wong, attore statunitense
- 17 aprile - Chuck Biscuits, batterista canadese
- 17 aprile - Javier Girotto, sassofonista, compositore e arrangiatore argentino
- 17 aprile - Patrick Harrington, ex calciatore e ex giocatore di calcio a 5 canadese
- 17 aprile - Eric Kumerow, ex giocatore di football americano statunitense
- 17 aprile - Takaya Kuroda, doppiatore giapponese
- 17 aprile - Teodosio Losito, sceneggiatore, cantante e attore italiano († 2019)
- 17 aprile - William Mapother, attore statunitense
- 17 aprile - Luis Pérez Ramírez, ex calciatore cileno
- 17 aprile - Loredana Siorpaes, ex giocatrice di curling italiana
- 17 aprile - Maja Weiss, regista e sceneggiatrice slovena
- 18 aprile - Jim Boylen, ex cestista e allenatore di pallacanestro statunitense
- 18 aprile - Camille Coduri, attrice britannica
- 18 aprile - Gianluca Righetti, allenatore di calcio e ex calciatore italiano
- 18 aprile - Andreas Schaad, ex combinatista nordico svizzero
- 18 aprile - Steven Stayner, statunitense († 1989)
- 18 aprile - Christopher Sullivan, ex calciatore statunitense
- 18 aprile - Dan Veatch, ex nuotatore statunitense
- 19 aprile - Natalie Dessay, soprano francese
- 19 aprile - Anders Eriksson, ex calciatore finlandese
- 19 aprile - Perry Groves, ex calciatore inglese
- 19 aprile - Fatmir Hasanpapa, ex calciatore albanese
- 19 aprile - Keith Jackson, ex giocatore di football americano statunitense
- 19 aprile - Jenny Klitch, ex tennista statunitense
- 19 aprile - Suge Knight, produttore discografico e criminale statunitense
- 19 aprile - Gina Miller, imprenditrice britannica
- 19 aprile - Pan Nalin, regista indiano
- 19 aprile - Melita Ruhn, ex ginnasta rumena
- 19 aprile - Elena Stancanelli, scrittrice e sceneggiatrice italiana
- 19 aprile - Jasminka Stancul, pianista serba
- 19 aprile - René Sócrates Sándigo Jirón, vescovo cattolico nicaraguense
- 19 aprile - Rosie Wiederkehr, cantautrice svizzera
- 19 aprile - Lilija Zil'berštejn, pianista russa
- 19 aprile - Ricardo dos Santos, ex calciatore uruguaiano
- 20 aprile - Cindy Axne, politica statunitense
- 20 aprile - Evan Dorkin, fumettista e animatore statunitense
- 20 aprile - Didier Faivre-Pierret, ex ciclista su strada francese
- 20 aprile - Bernardo Fernandes da Silva, ex calciatore brasiliano
- 20 aprile - Antônio Gouveia, ex pallavolista e ex giocatore di beach volley brasiliano
- 20 aprile - Erik Hämäläinen, ex hockeista su ghiaccio finlandese
- 20 aprile - Marco Lietti, ex ciclista su strada italiano
- 20 aprile - April March, cantante statunitense
- 20 aprile - Karen Poniachik, politica e giornalista cilena († 2022)
- 20 aprile - Mahdi Redha, allenatore di calcio emiratino
- 20 aprile - Daniela Sanzone, giornalista e conduttrice televisiva italiana
- 20 aprile - Eiko Shimamiya, cantante giapponese
- 20 aprile - Rolf Sørensen, dirigente sportivo e ex ciclista su strada danese
- 21 aprile - Carmine Amato, allenatore di calcio e ex calciatore italiano
- 21 aprile - Paolo Andreucci, pilota di rally italiano
- 21 aprile - Ed Belfour, ex hockeista su ghiaccio canadese
- 21 aprile - Edwin Benne, allenatore di pallavolo e ex pallavolista olandese
- 21 aprile - Luis Caputo, economista e politico argentino
- 21 aprile - Marco Antonino Clini, attore, doppiatore e annunciatore televisivo italiano
- 21 aprile - Luana Colussi, conduttrice televisiva, attrice e ex modella italiana
- 21 aprile - Gary Grant, ex cestista e allenatore di pallacanestro statunitense
- 21 aprile - Thomas Helmer, ex calciatore tedesco
- 21 aprile - Petra Horneber, tiratrice a segno tedesca
- 21 aprile - Gerit Kling, attrice, doppiatrice e modella tedesca
- 21 aprile - Arja Koriseva, cantante finlandese
- 21 aprile - Tatul Krpeyan, partigiano armeno († 1991)
- 21 aprile - Mihail Marin, scacchista rumeno
- 21 aprile - Igor' Maslennikov, ex hockeista su ghiaccio russo
- 21 aprile - Oliver McCall, pugile statunitense
- 21 aprile - Gerald Paddio, ex cestista statunitense
- 21 aprile - Pierbattista Pizzaballa, cardinale, patriarca cattolico e biblista italiano
- 21 aprile - Jessica Rizzo, ex attrice pornografica italiana
- 22 aprile - Roman Coppola, regista, attore e produttore cinematografico statunitense
- 22 aprile - Luca Dini, giornalista italiano
- 22 aprile - Dennis Hopson, ex cestista e allenatore di pallacanestro statunitense
- 22 aprile - Miguel Leal, allenatore di calcio portoghese
- 22 aprile - Ritchie McKay, allenatore di pallacanestro statunitense
- 22 aprile - Marina Nemat, scrittrice iraniana
- 22 aprile - Luca Ragagnin, scrittore e paroliere italiano
- 22 aprile - David Vincent, cantante e bassista statunitense
- 23 aprile - Furio Andreotti, autore televisivo e regista teatrale italiano
- 23 aprile - Enrica Ciccarelli, pianista italiana
- 23 aprile - Marcel Claesen, ex giocatore di calcio a 5 belga
- 23 aprile - Graeme Lowdon, imprenditore e dirigente sportivo britannico
- 23 aprile - Reginaldo Paes Leme Ferreira, ex calciatore brasiliano
- 23 aprile - Josef Schick, ex sciatore alpino tedesco
- 23 aprile - Jorge Luiz da Silva Brum, ex calciatore brasiliano
- 23 aprile - Tullio Sorrentino, attore e regista italiano
- 23 aprile - Donna Weinbrecht, ex sciatrice freestyle statunitense
- 24 aprile - Avenir Dani, allenatore di calcio e ex calciatore albanese
- 24 aprile - Fabiano Fontanelli, dirigente sportivo e ex ciclista su strada italiano
- 24 aprile - Aldis Intlers, bobbista lettone († 1994)
- 24 aprile - Enrico Sgrulletti, ex martellista italiano
- 24 aprile - Masami Toyoshima, doppiatrice giapponese
- 24 aprile - Steve Trittschuh, allenatore di calcio, ex calciatore e ex giocatore di calcio a 5 statunitense
- 25 aprile - Jens Adler, allenatore di calcio e ex calciatore tedesco orientale
- 25 aprile - Eric Avery, bassista statunitense
- 25 aprile - Tom Beard, attore inglese († 2015)
- 25 aprile - Mark Bryant, ex cestista e allenatore di pallacanestro statunitense
- 25 aprile - Ally Dick, ex calciatore scozzese
- 25 aprile - Corrado Invernizzi, attore italiano
- 25 aprile - Milton Mendes, allenatore di calcio e ex calciatore brasiliano
- 25 aprile - Sergio Procopio, mimo italiano
- 25 aprile - Lia Trovati, ex danzatrice su ghiaccio italiana
- 26 aprile - Tank Abbott, artista marziale misto e ex wrestler statunitense
- 26 aprile - Lucílio Batista, ex arbitro di calcio portoghese
- 26 aprile - Tellis Frank, ex cestista e allenatore di pallacanestro statunitense
- 26 aprile - Susannah Harker, attrice britannica
- 26 aprile - Kevin James, attore, comico e sceneggiatore statunitense
- 26 aprile - Tariq Khaled, ex cestista egiziano
- 26 aprile - Oliga Nedilea, ex cestista moldava
- 26 aprile - Andrea Parenti, arciere italiano
- 26 aprile - Craig Wright, commediografo, sceneggiatore e produttore televisivo statunitense
- 27 aprile - Alvis Hermanis, regista teatrale lettone
- 27 aprile - Marco Carra, politico italiano
- 27 aprile - Anna Chancellor, attrice britannica
- 27 aprile - Michel Courtiols, ex rugbista a 15 francese
- 27 aprile - Angelo Mangiante, giornalista, telecronista sportivo e ex tennista italiano
- 27 aprile - Kumiko Nishihara, doppiatrice giapponese
- 27 aprile - Paolo Sacchetti, ex calciatore italiano
- 27 aprile - Benjamim Ucuahamba, ex cestista angolano
- 27 aprile - Rolando Vera, ex mezzofondista e maratoneta ecuadoriano
- 28 aprile - Paolo Benetti, allenatore di calcio e ex calciatore italiano
- 28 aprile - Jimmy Brown, ex tennista statunitense
- 28 aprile - Əli Kərimli, politico azero
- 28 aprile - Karl Logan, chitarrista statunitense
- 28 aprile - Tomo Mahorič, allenatore di pallacanestro sloveno
- 28 aprile - Erminia Mazzoni, politica italiana
- 28 aprile - Roland Ruepp, fondista, biatleta e paraciclista italiano
- 28 aprile - Eva Twardokens, ex sciatrice alpina statunitense
- 29 aprile - Angelo Alessio, allenatore di calcio e ex calciatore italiano
- 29 aprile - Stephen Angers, ex schermidore canadese
- 29 aprile - Vladimir Arsenijević, scrittore e traduttore serbo
- 29 aprile - Michel Bussi, scrittore francese
- 29 aprile - Ola Haldorsen, allenatore di calcio e ex calciatore norvegese
- 29 aprile - Sylvio Kroll, ex ginnasta tedesco
- 29 aprile - Felipe Miñambres, allenatore di calcio, ex calciatore e dirigente sportivo spagnolo
- 29 aprile - Peter Rauhofer, disc jockey e produttore discografico austriaco († 2013)
- 29 aprile - Larisa Turčinskaja, ex multiplista russa
- 29 aprile - David Wansbrough, ex hockeista su prato australiano
- 29 aprile - Elisabeth Åsbrink, scrittrice e giornalista svedese
- 30 aprile - Stefano Benzi, telecronista sportivo, conduttore radiofonico e conduttore televisivo italiano
- 30 aprile - Giuseppe Culicchia, scrittore, saggista e traduttore italiano
- 30 aprile - Steven Klein, fotografo e regista statunitense
- 30 aprile - Eddie McGoldrick, allenatore di calcio e ex calciatore irlandese
- 30 aprile - Adrian Pasdar, attore e regista statunitense
- 30 aprile - Antonio Preto, funzionario, avvocato e politico italiano († 2016)
- 30 aprile - Catalino Rivarola, ex calciatore paraguaiano